# Żdanowo (rejon kaliniński)
Żdanowo (ros. Жданово) – wieś (dieriewnia) w Rosji, w obwodzie twerskim, w rejonie kalinińskim. W 2010 liczyła 54 mieszkańców.